# Paternel (film)
Pour plus de détails, voir Fiche technique et Distribution.
Paternel est un film dramatique français réalisé par Ronan Tronchot et sorti en 2024,.

## Synopsis
À Auxerre, dans le département de l'Yonne, le père Simon, quadragénaire, est un curé consciencieux et énergique qui s'implique dans la vie de ses paroissiens, aidé par Amine, son vicaire. Un jour, Louise, une jeune femme qui arrive du Canada se présente à lui. Il la reconnaît immédiatement car c'est une relation amoureuse qu'il a eue juste avant d'entrer au séminaire et avant qu'elle ne quitte la France sans donner de nouvelles. Mais elle est accompagnée de son fils Aloé, un garçon de 11 ans, qui est aussi le fils de Simon. Louise vient pour demander à Simon de le reconnaître officiellement, afin d'assurer son avenir. Sa nouvelle paternité va bouleverser la vie du prêtre car elle semble totalement incompatible avec sa vocation. Simon va tenter de convaincre sa hiérarchie, jusqu'à écrire au Pape. Mais un jour Louise disparait en lui laissant Aloé.

## Fiche technique
Sauf indication contraire, les informations mentionnées dans cette section peuvent être confirmées par les bases de données cinématographiques IMDb et Allociné,  présentes dans la section « Liens externes ».
- Titre original : Paternel
- Réalisation : Ronan Tronchot
- Scénario : Ronan Tronchot et Ludovic du Clary
- Musique : Damien Tronchot et Bjorn Göttshall
- Décors : Lorraine Gaulier
- Costumes : Margaux Ponsard
- Photographie : Antoine Chevrier
- Son : Jean-Barthélémy Velay
- Montage : Julia Maby
- Production : Charles Philippe et Lucile Ric
- Sociétés de production : Les Fils du Clan
- Société de distribution : KMBO
- Budget : 1,2 million d'euros
- Pays de production :  France
- Langue originale : français
- Format :
- Genre : Drame
- Durée : 92 minutes
- Dates de sortie :
  - France : 
    - 27 janvier 2024 (Bron)
    - 27 mars 2024 (en salles)

## Distribution
- Grégory Gadebois : Simon
- Géraldine Nakache : Louise
- Anton Alluin : Aloé
- Lyes Salem : Amine
- Françoise Lebrun : Rozenn
- Jacques Boudet : monseigneur Guillaume
- Sarah Pachoud : Marion
- Noam Morgensztern : le père Erwann
- Bruno Le Millin : le vicaire général
- Christophe Tek : le médecin
- Daniel Tarrare : le professeur de théologie
- Morgane Lacroix : la mère de Marion
- Nicolas Gachet : le jeune père
- Gaïa Warnant : la jeune mère

## Production
Le film est tourné à Auxerre en 2022.